# Фёдоров, Александр Алексеевич
Александр Алексеевич Фёдоров (31 июля 1922, Кировоградская область — 8 сентября 1998, Домодедово, Московская область) — советский военный, генерал-майор, государственный и политический деятель, Герой Социалистического Труда.

## Биография
Родился 31 июля 1922 года в Весёлом Куте. Член КПСС.
Участник Великой Отечественной войны, командир взвода 119-го инженерно-сапёрного батальона 7-й инженерно-саперной Симферопольской Краснознамённой бригады Резерва Главного Командования.
С 1947 года на военной службе, общественной и политической работе. В 1947—1992 годах — командир роты 146-го отдельного инженерно-сапёрного Мелитопольского батальона 7-й ИССКБ РГК, начальник штаба и заместитель командира батальона в городах Гродно и Брест, начальник штаба бригады, командир бригады, начальник Управления начальника работ, заместитель начальника 130-го управления инженерных работ Главного управления специального строительства МО СССР, строитель города Ленинска, начальник 160-го, 355-го, 130-го управления инженерных работ Главного управления специального строительства Министерства обороны СССР.
Указом Президиума Верховного Совета СССР от 8 января 1980 года присвоено звание Героя Социалистического Труда с вручением ордена Ленина и золотой медали «Серп и Молот».
Почётный гражданин Байконура.
Умер 8 сентября 1998 года в Домодедово.